# Dumas Fils
M. A. Dumas Fils war ein französischer Hersteller von Automobilen.

## Unternehmensgeschichte
Das Unternehmen begann 1902 in Champigny-sur-Marne mit der Produktion von Automobilen. Der Markenname lautete Dumas. 1903 endete die Produktion.

## Fahrzeuge
Das einzige Modell 4 ½ CV war ein Dreirad, bei dem sich das einzelne Rad vorne befand. Der Einbaumotor von der Société Buchet war hinter dem Vorderrad montiert und trieb über eine Kette das Vorderrad an. Die Karosserieform Phaeton bot Platz für zwei Personen.